# تجدید ادیان در بهائیت
یکی از تعالیم اجتماعی دیانت بهائی، اینست که انسان‌ها نیازمند قوای روحانی علاوه بر قوای مادی هستند.
نیاز روحانی فارغ از درجهٔ پیشرفت مادی است. بهائیان معتقدند انسان‌ها علاوه بر نیاز مادی نیازمند مواردی روحانی هستند که به وسیلهٔ پیامبران ممکن است و لذا نیاز به تجدید ادیان وجود دارد.
بهائیان معتقدند که این جهان احتیاج به روح الهی که همانا دین است، دارد.
بهائیان عالم وجود را مثل هیکل انسان می‌دانند که قوای مادیه مانند اعضاء و اجزای آن هیکل است ولی این جسد، روحی لازم دارد تا به وسیله آن حرکت کند و زنده باشد و در عالم انسانی ترقی کند و این روح همان دین الهی است. پس اگر عالم انسانی از روح دین محروم باشد، مانند جسدی بی جان است که از نفثات روح القدس محروم مانده‌است؛ و این در واقع مصداق همان است که مسیح گفته‌است که بگذارید مرده‌ها را مرده‌ها دفن کنند.